# Claus van Amsberg

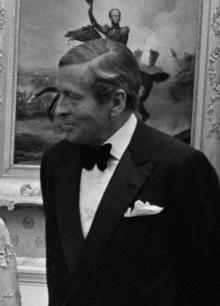
Claus van Amsberg

Claus von Amsberg (Haus Dötzingen, Baixa Saxònia 1926 - Amsterdam, Països Baixos 2002). Membre de la petita aristocràcia prussiana que l'any 1966, als quaranta anys, es casà amb la reina Beatriu I dels Països Baixos, llavors princesa hereva al tron.

## Orígens familiars
Nascut a la propietat familiar de Haus Dötzingen prop de la vila de Hitzacker a l'actual estat alemany de Baixa Saxònia. Claus nasqué el dia 6 de setembre de 1926 essent fill de Claus Jordi von Amsberg i de la baronessa Júlia von dem Bussche-Haddenhausen.
Des de l'any 1928 i fins a l'inici de la Segona Guerra Mundial la família von Amsberg visqué a l'illa de Tanganika a l'actual Tanzània on tenien una immensa finca dedicada a l'explotació agrícola.
Malgrat que la família passava temporades més o menys prolongades a l'Àfrica, tant Claus com les seves sis germanes cresqueren a la finca familiar de la Baixa Saxònia al costat dels seus avis paterns. Membre del partit nazi des de ben aviat, participà activament a les Joventuts Hitlerianes i a la Deutsches Jungvolk. Des de 1938 i fins a 1942 atengué la Baltenschule Misdroy.
L'any 1944, amb 18 anys, fou adcrit a la Wehrmacht esdevenint membre de la 90a. divisió d'infanteria (90. Panzergrenadier Divisio) que actuà a Itàlia el mes de març de 1945. Fou fet presoner de guerra per l'exèrcit estatunidenc a la localitat de Merano abans de prendre part en la lluita.
Després de la seva repatriació a Alemanya, acabà la seva formació a una escola de Lüneburg i posteriorment estudià dret a la ciutat d'Hamburg. Ingressà al cos diplomàtic i va treballar a Santo Domingo i a la Costa d'Ivori. Durant la dècada de 1960 fou adscrit al Ministeri d'Afers Exteriors a Bonn.

## Núpcies i descendents

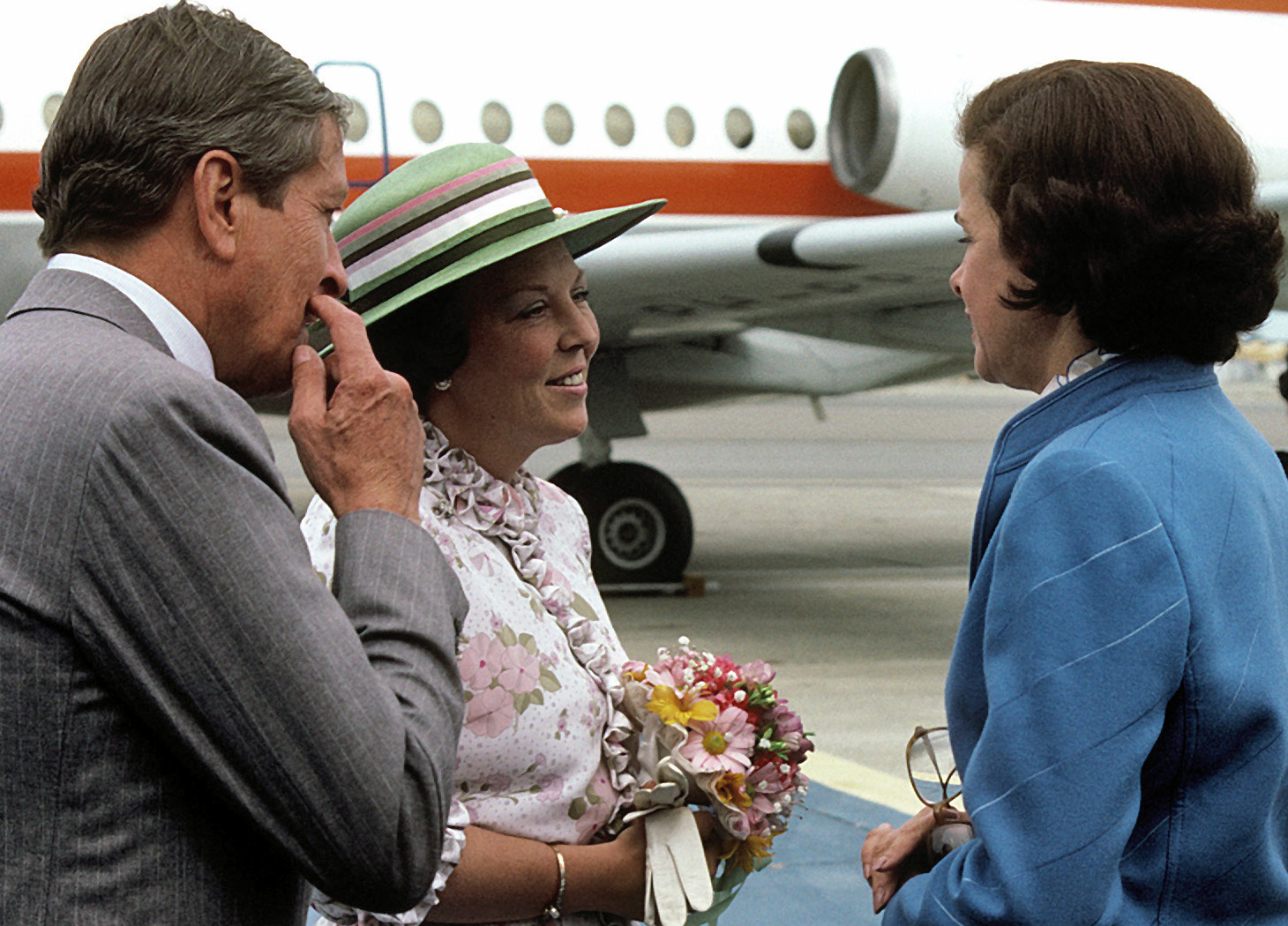
El príncep Claus i la reina Beatriu

L'estiu de 1964 assistí al casament del marcgravi Maurici de Hessen amb la princesa Tatiana de Sayn-Wittgenstein-Berleburg al magnífic castell de Kronberg a Alemanya. Allà conegué a la princesa Beatriu d'Orange i s'inicià una més que qüestionada relació.
El noviatge de la princesa Beatriu amb un alemany que havia militat a diverses organitzacions nazis i que a més havia entrat en combat a favor d'Alemanya fou extremadament mal vist als Països Baixos. El record de l'ocupació del país era encara molt potent i la societat holandesa no acceptà el noviatge. Malgrat que la reina es negà a rebutjar a Claus, les protestes arribaren fins al dia del casament que tingué lloc a Amsterdam l'any 1966. La parella tingué tres fills:
- SAR el príncep hereu Guillem Alexandre dels Països Baixos, nat el 1967 a Utrecht. Casat des de l'any 2002 amb l'argentina Màxima Zorreguieta.
- SAR el príncep Joan Frisó dels Països Baixos, nat el 1968 a Utrecht, mor el 12 d'agost de 2013. Casat des de l'any 2004 amb Mabel Wisse Smit.
- SAR el príncep Constantí dels Països Baixos, nat el 1969 a Utrecht. Casat des de l'any 2001 amb Laurentien Brinkhorst.

Amb el pas del temps, el príncep Claus aconseguí guanyar-se l'opinió pública del país esdevenint el membre més popular de la família reial holandesa. Aquest canvi d'opinió vé motivat per la contribució que el príncep realitzà des del principi en favor del tercer món i dels més desafavorits de la societat holandesa. La seva sinceritat, modestia i la seva proximitat a la població feren que aconseguís l'acceptació del país.
El gran públic també simpatitzar amb el príncep pels seus esforços per donar sentit a la seva vida i a les seves opinions molt limitades per les restriccions que les lleis holandeses imposen als membres de la Família reial. Molts han cregut que aquestes restriccions es troben en l'origen de les depressions que l'acompanyaren al llarg de la seva vida.

## Mala salut i mort
Claus va patir diversos problemes de salut durant la seva vida, com ara la depressió, el càncer o el parkinson. Morí el 6 d'octubre de l'any 2002 després d'una llarga malaltia. Fou enterrat al Panteó de la Família Reial a la Catedral de Delft el dia 15 del mateix mes.
Una de les últimes aparicions públiques del príncep fou en l'anunci televisat del compromís del príncep hereu i l'argentina Màxima Zorreguieta i al posterior casament el dia 2 de febrer de l'any 2002 a la Catedral d'Amsterdam.